# Sankt Margarethen im Lungau
Sankt Margarethen im Lungau je obec v rakouské spolkové zemi Salcbursko, v okrese Tamsweg.
K 1. lednu 2014 zde žilo 752 obyvatel.